# Vector Unit
Vector Unit es un desarrollador de videojuegos independiente fundado en 2007 y con sede en San Rafael, California, el estudio es más conocido por el videojuego de XBLA llamado Hydro Thunder Hurricane, y por los videojuegos móviles de Beach Buggy Blitz y Beach Buggy Racing

## Videojuegos desarrollados
| Año de lanzamiento | Título                       | Plataformas                                                               |
| ------------------ | ---------------------------- | ------------------------------------------------------------------------- |
| 2010               | Hydro Thunder Hurricane      | Xbox 360 via Xbox Live Arcade, Microsoft Windows                          |
| 2011               | Riptide GP                   | Android, iOS, BlackBerry 10, Windows Phone                                |
| 2012               | Shine Runner                 | Android, iOS, BlackBerry 10, Windows Phone                                |
| 2012               | Beach Buggy Blitz            | Android, iOS, BlackBerry 10                                               |
| 2013               | Riptide GP 2                 | Android, iOS, BlackBerry 10, Xbox One, PlayStation 4, Windows Phone       |
| 2014               | Beach Buggy Racing           | Android, iOS, Xbox One, PlayStation 4, Windows Phone, Nintendo Switch     |
| 2016               | Riptide GP: Renegade         | Android, iOS, Xbox One, PlayStation 4, Microsoft Windows, Nintendo Switch |
| 2017               | MouseBot                     | Android, iOS                                                              |
| 2018               | Beach Buggy Racing 2         | Android, iOS, Tesla, Microsoft Windows                                    |
| 2021               | MouseBot: Escape from CatLab | PlayStation 4, Xbox One, Nintendo Switch, Microsoft Windows               |

- Datos: Q7917814